# African Gospel
Die Wurzeln des African Gospel gehen auf etwa das Jahr 1600 zurück, als christliche Missionare Lieder und Hymnen ihrer europäischen Heimatländer, das heißt aus Schottland, England, Deutschland, Holland etc., nach Afrika mitbrachten. Die Lieder wurden in afrikanische Sprachen übersetzt und in einem genuin afrikanischen Stil von afrikanischen Chören gesungen.
African Gospel ist nicht zu verwechseln mit US-amerikanischen Black Gospel, entstanden aus dem Negro Spiritual weist dieser zwar mehr oder weniger auch afrikanische Wurzeln auf, ist jedoch letztlich in seiner Entstehung vom kulturhistorischen sozialen Kontext der USA influenziert. Neue Kunstbegriffe wie „Black African Gospel“ sind Synonyme für Black Gospel, die die afrikanischen Wurzeln hervorheben sollen. Durch die Repertoire-Suche der inzwischen weltweit verbreiteten Gospelchöre vermischt sich allerdings zunehmend das Repertoire zu einer Melange aus allen Gospelmusik-Arten, ergänzt durch Kirchenlieder aus aller Welt.